# 신세계역 성경
신세계역 성경(영어: New World Translation of the Holy Scriptures)은 여호와의 증인이 히브리어-아람어 및 그리스어 원문에서, 원문의 뜻을 정확하게 번역한다는 명목으로 만들어진 성경 번역판으로, 2013년 11월 기준, 한국어를 포함해 122개 이상의 언어로 2억 800만 권 이상이 발행되었다.

## 번역
신세계역 성경은 1950년부터 1960년까지 영어 번역판 여섯 권으로 나뉘어 발표되었고, 1961년에는 각 권을 모두 합쳐서 한 권의 책으로 만들어 발표하였다.
처음의 분권 성경에는 난외 참조 성구와 각주가 있었지만, 1961년에 발표된 합본 개정판에는 각주나 난외 참조 성구가 없었다. 1970년에 2차 개정판이 발표되었고, 뒤이어 1971년에는 각주가 붙은 3차 개정판이 발표되었다. 1969년에는 「그리스어 성경 왕국 행간역」(The Kingdom Interlinear Translation of the Greek Scriptures) - 1881년에 웨스트콧과 호트가 발행한 그리스어 본문 아래에 영어로 자구 직역문을 붙여 놓은 것 - 을 발표한 바 있다. 이후 1984년 개정판이 발표되었으며, 한국어 신세계역 성경 초판은 이 1984년 개정판을 토대로 번역한 것이다. 현대어로 번역된 한국어판은 1994년에 신약으로도 불리는 그리스도인 그리스어 성경이 발표되었고, 1999년 7월에 구약으로도 불리는 히브리어-아람어 성경까지 번역한 성경전서가 발표되었다.
2013년 10월 5일 미국 뉴저지주 저지시티에서 열린 펜실베이니아 워치 타워 성서 책자 협회 제129차 연례 총회에서 신세계역 성경 2013년 개정판(영어)이 발표되었다.성경 표지도 검은색에서 은회색으로 바뀌었으며, 폴리우레탄 재질이 사용되었다. 이 성경에는 20가지 질문으로 구성된 성경의 기본 가르침을 간략하게 소개하며, 성경 본문에 하느님의 이름 "여호와"가 6회 더 언급되었다.
이 2013년 개정판에 근거한 한국어 개정판이 2014년 7월에 번역 완료되어 2014년 9월 8일 여호와의 증인 서울 국제 대회에서 발표되었다. 이 한국어 2014년 개정판은 영어 개정판 다음으로 처음으로 나온 개정판이다.

## 특징
여호와의 증인은 원어를 정확하게 번역하기 위해, 원어와 오래 된 원문 사본들 뿐 아니라 다양한 번역판들을 폭넓게 연구하고 참고하였으며, 의역 대신 그대로 직역을 하기 위해 노력하였다고 말하고 있다. 또한 어떤 사본들을 어떻게 사용했는지는 구체적으로 밝히고 있는데
히브리어 본문: 「히브리어 성경 신세계역」(영문, 1953-1960년)은 루돌프 키텔의 「비블리아 헤브라이카」를 기초로 번역되었다. 그때 이후로 히브리어 본문의 개정판인 「비블리아 헤브라이카 슈투트가르텐시아」와 「비블리아 헤브라이카 퀸타」에는 사해 문서와 기타 고대 사본에 근거한 최신 연구 결과가 수록되었다. 이 학술 자료들의 본문에는 레닌그라드 책자본이 그대로 실려 있고, 각주에는 사마리아 오경, 사해 문서, 그리스어 「칠십인역」, 아람어 타르굼, 라틴어 「불가타」, 시리아어 「페시타」 등 다른 문헌에 나오는 참고할 만한 표현들이 수록되어 있다. 「신세계역」 개정판을 준비하면서 「비블리아 헤브라이카 슈투트가르텐시아」와 「비블리아 헤브라이카 퀸타」를 둘 다 참조했다.
그리스어 본문: 19세기 말에 학자인 B. F. 웨스트콧과 F.J.A. 호트는 기존의 성경 사본과 단편들을 비교하여 그리스어 주 본문을 만들었다. 그들은 그 본문이 성경 원문에 가장 근접한 것이라고 생각했다. 20세기 중반에 신세계역 성서 번역 위원회는 그 주 본문을 기초로 그리스어 성경을 번역했다. 또한 기원 2세기와 3세기의 것으로 추정되는 초기 파피루스들도 참조했다. 그때 이후로 참조할 수 있는 파피루스가 더 많아졌다. 또한 네스틀레와 알란트 같은 학자나 세계 성서 공회 연합회가 만든 주 본문에는 최근의 학술 연구 결과가 반영되어 있다. 그러한 연구 결과의 일부가 이 개정판을 만드는 데 활용되었다.

## 같이 보기
- 여호와의 증인